# Yponomeuta evonymella
Espèce
L'Hyponomeute du putiet (Yponomeuta evonymella), souvent appelée à tort Hyponomeute du fusain, est une espèce de lépidoptères (papillons) de la famille des Yponomeutidae.
On le trouve dans toute l'Europe, l'est et le sud de l'Asie.
Le papillon a une envergure de 16 à 25 mm. L'adulte vole de juillet à août. L'œuf est la forme hivernale.
Après la naissance, la chenille se nourrit des feuilles de la plante hôte et l'enveloppe d'une toile aérienne pour s'y protéger des prédateurs.
La plante hôte des chenilles de cette hyponomeute est le Cerisier à grappes (Prunus padus),. Malgré ce que suggère le nom spécifique evonymella, les chenilles de cette hyponomeute ne se nourrissent pas de fusain.
La durée de vie de la femelle est d'environ 60 jours, le mâle meurt quant à lui après l'accouplement.

## À ne pas confondre avec
d'autres espèces proches et très ressemblantes, dont en Europe :
- Yponomeuta cagnagella (Plante-hôte : fusain d'Europe)
- Yponomeuta gigas (Plante-hôte : Peupliers et notamment Populus alba)
- Yponomeuta irrorella (Plante-hôte : fusain d’Europe)
- Yponomeuta mahalebella (Plante-hôte : faux merisier)
- Yponomeuta malinellus (Plante-hôte : pommier et poirier)
- Yponomeuta padella (Plante-hôte :  quetschier, merisier, sorbier des oiseleurs, aubépine noire ou blanche)
- Yponomeuta plumbella (Plante-hôte : fusain d’Europe)
- Yponomeuta rorrella (Plante-hôte : saule notamment Salix alba en Europe et plus particulièrement en Roumanie et peuplier en Russie notamment)
- Yponomeuta sedella (Plante-hôte : Grand orpin)
- Yponomeuta vigintipunctatus (Plante-hôte : Grand orpin, actuellement nommé Hylotelephium telephium).

## Galerie

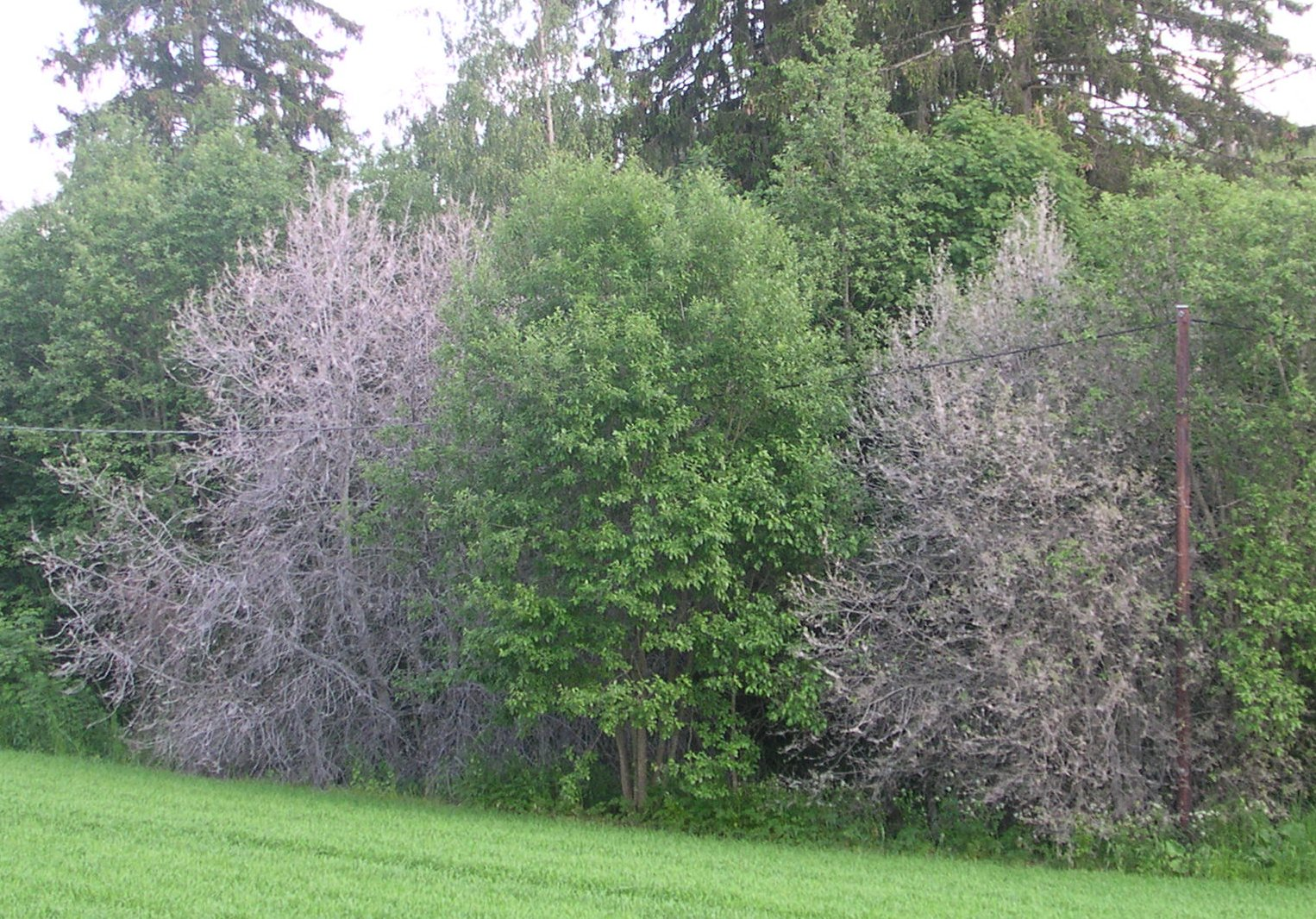
Arbres d'une haie envahis par Y. evonymella
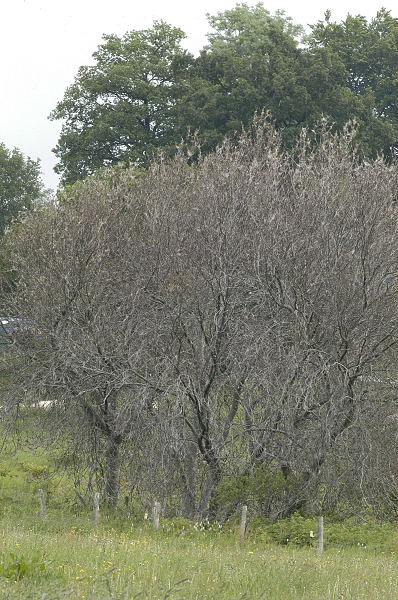
Alignement d'arbustes totalement et provisoirement défoliés par Y. evonymella
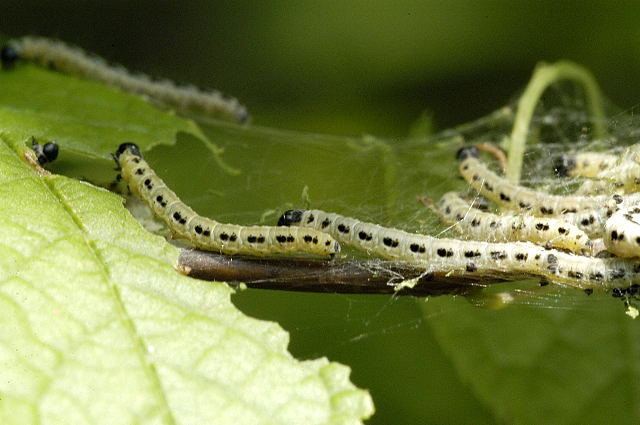
Chenilles (grégaires) d'Y. evonymella
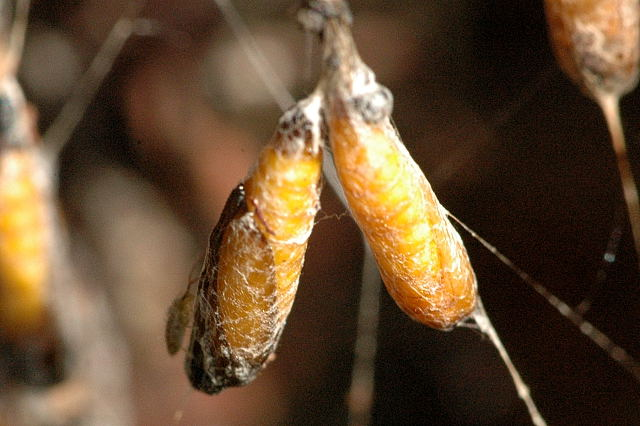
Pupes d'Y. evonymella
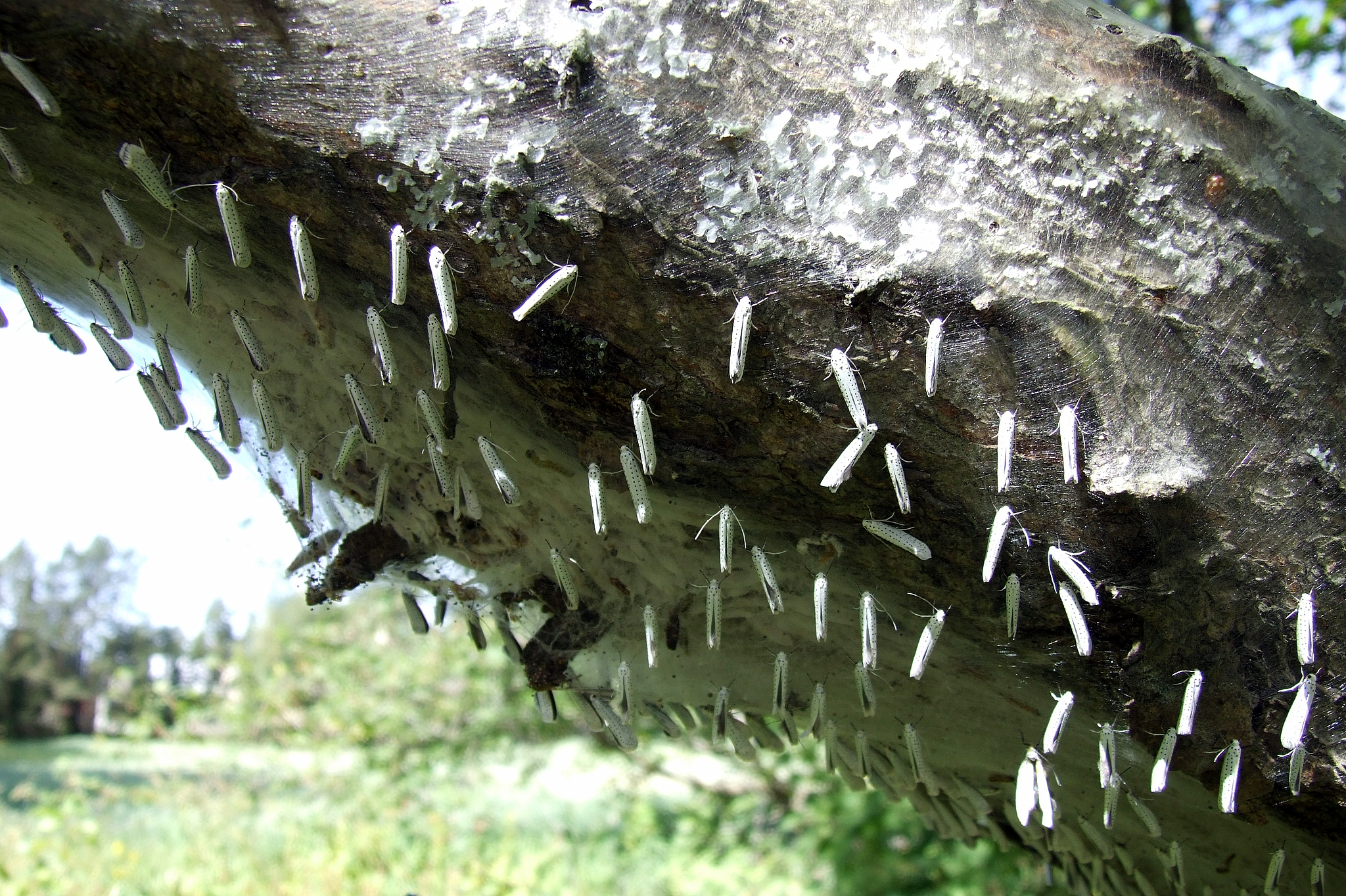
Imagos d'Y. evonymella fraichement sortis de leur chrysalide et pupe
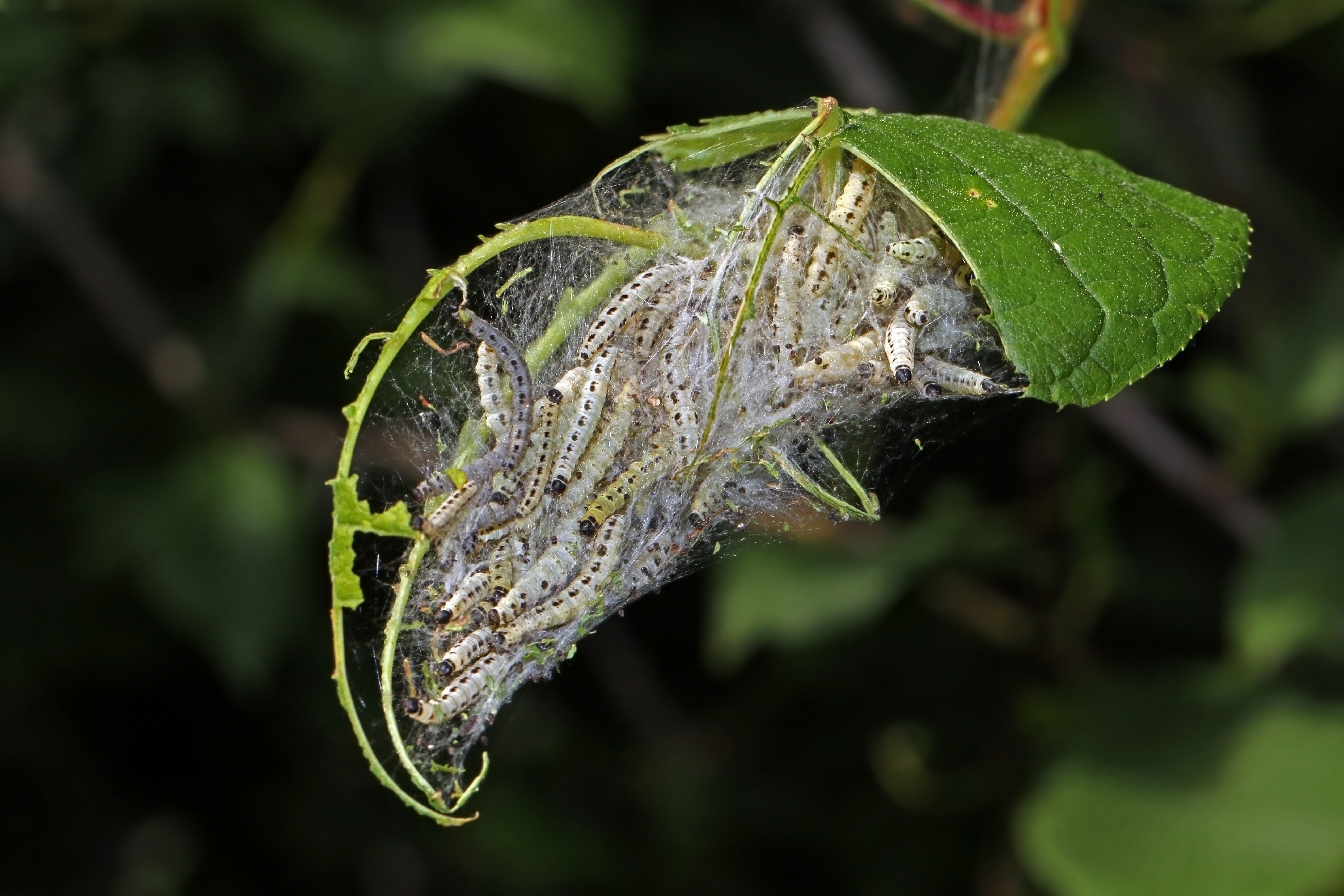
Une colonie de Yponomeuta evonymella.